# Michelle Heyman
Michelle Pearl Heyman (Shellharbour, Nueva Gales del Sur, Australia; 4 de julio de 1988) es una futbolista australiana que juega como delantera en el Canberra United FC de la W-League de Australia.
En Australia ha jugado en el Sydney FC (2008-09), las Central Coast Mariners (2009) y el Canberra United (2010-2018). También ha jugado en Dinamarca con el Brøndby IF, y en Estados Unidos con el Western New York Flash de la National Women's Soccer League (NWSL) (2015).
En 2010 debutó con la selección australiana, con la que ha sido subcampeona de la Copa Asiática 2014 y ha jugado la Copa Mundial Femenina de Fútbol de 2015.

## Estadísticas

### Clubes
| Club                   | País           | Año             |
| ---------------------- | -------------- | --------------- |
| Illawarra Stingrays    | Australia      | 2008            |
| Sydney FC              | Australia      | 2008 - 2009     |
| Central Coast Mariners | Australia      | 2009            |
| Canberra United        | Australia      | 2010 - 2018     |
| Brøndby IF             | Dinamarca      | 2012            |
| Western New York Flash | Estados Unidos | 2015            |
| Illawarra Stingrays    | Australia      | 2016 - 2018     |
| Adelaide United        | Australia      | 2018 - 2019     |
| Canberra United        | Australia      | 2020 - presente |

## Distinciones
- Medalla Julie Dolan a la mejor jugadora de la W-League: 2009, 2021